# Teddy Boys (nouvelle)
Pour les articles homonymes, voir Teddy Boy (homonymie).
Teddy Boys est une nouvelle fantastique de Dino Buzzati, incluse dans le recueil Le K publié en 1966.

## Résumé
En l'an de grâce 1686, sans raisons, mais poussés par une haine irrépressible de classe, des jeunes gens de bonne condition et d'autres moins recommandables se battent la nuit sur les places et dans les rues de la ville.
Le comte Lionetto Antelami et ses deux compagnons provoquent en duel, nuit après nuit, plusieurs des va-nu-pieds qu'ils détestent. Au milieu de ses victoires, le comte remarque toutefois un petit homme pâlichon, vêtu de noir, qui s'enfuit toujours dès que son compagnon est transpercé d'une lame. Progressivement, l'agacement du comte envers ce petit homme aux orbites caverneuses se mue en obsession haineuse. 
Une nuit, l'affrontement tant désiré a lieu. Le comte croise le petit homme dans une ruelle obscure et trouve un prétexte pour le défier. Leurs fers se croisent, mais pendant le duel, le petit homme grandit, grandit, devient immense et finit par prendre la forme d'une gigantesque araignée...